# Розвідка родовищ корисних копалин

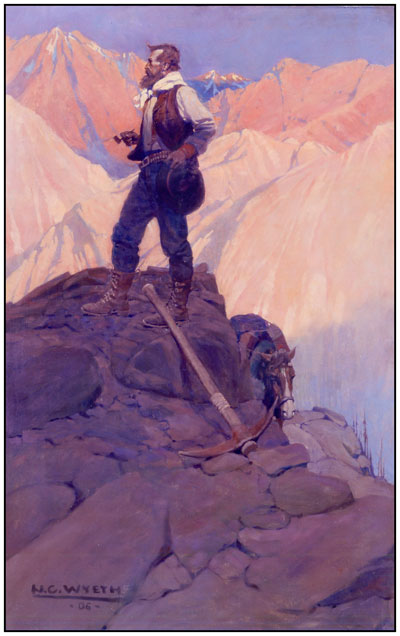
«Геологорозвідник», Ньюелл Конверс Ваєт, 1906 рік

Розвідка родовищ корисних копалин — сукупність робіт на певній розвідувальній площі для виявлення і геолого-економічної оцінки запасів мінеральної сировини в надрах. Складається з трьох головних стадій: попередньої, детальної та експлуатаційної. Розрізняють розвідку газових родовищ, розвідку експлуатаційну, розвідку родовищ твердих корисних копалин, розвідку нафтових родовищ, розвідку підземних вод, морську розвідку родовищ, розвідку родовищ корисних копалин попередню, розвідку підземних вод.

## Класифікація стадій

### Розвідка попередня
Розвідка родовищ корисних копалин попередня — стадія геологорозвідувальних робіт, що проводиться з метою отримання достовірних даних для геолого-економічної оцінки виявлених при пошукових роботах родовищ твердих корисних копалин або підземних вод. Попередня розвідка твердих корисних копалин проводиться на тих родовищах, що отримали позитивну оцінку за даними пошуково-оціночних робіт. Виконується, як правило, в природних межах родовищ. Приповерхневі частини родовищ вивчаються шляхом геологічного картування в масштабі 1:5000–1:10 000 із застосуванням дрібних бурових свердловин, поверхневих гірничих виробок і наземних геофізичних і геохімічних методів. На глибину до горизонтів передбачуваної розробки родовище вивчається поодинокими свердловинами. Осн. увага при цьому приділяється ділянкам, найсприятливішим для першочергового промислового освоєння. Для вивчення вмісних порід, умов залягання, будови і властивостей корисних копалин використовується комплекс геолого-мінералогічних, геофізичних і геохімічних методів.
У процесі розвідувальних робіт на нафту і газ ця стадія не виділяється.

### Розвідка детальна
Детальна розвідка проводиться на родовищах, намічених до першочергового освоєння, і забезпечує відомості, необхідні для проектування гірського підприємства. На відміну від попередньої стадії, об'єктом детальної розвідки може бути не все родовище, а окремі поклади корисного копалини.

### Розвідка експлуатаційна
Розвідка експлуатаційна — найдетальніша стадія геологорозвідувальних робіт при розробці родовища. Основне завдання експлуатаційної розвідки — уточнення отриманих при детальній розвідці даних про морфологію, контури розширення, внутрішню будову тіл корисних копалин, їх склад і технологічні властивості, гідрогеологічні і гірничо-геологічні умови розробки на експлуатаційних горизонтах, поверхах, уступах, дільницях.